# Barista
Pour la chaine de cafés indienne, voir Barista (entreprise).
Un barista, parfois francisé en bariste, est une personne spécialisée dans la préparation de boissons au café à base d'expresso. 
Le terme induit souvent une certaine maîtrise dans l'art de la préparation du café, allant parfois jusqu'à la notion de « sommelier de café ».

## Étymologie
En Italie, un barista (au masculin et au féminin, baristi au pluriel) est une personne travaillant derrière un comptoir pour servir toutes sortes de boissons. Le terme est approximativement synonyme de « barman ».
Le sens du terme a été légèrement modifié quand il a été introduit dans la langue anglaise. Il désigne alors spécifiquement une personne préparant et servant des cafés. C'est ce sens qui a été conservé quand ce mot est entré dans la langue allemande et la langue française.
Bien qu'évoquant généralement une certaine compétence dans ce domaine, le terme barista est utilisé en français pour désigner un barman travaillant spécifiquement pour préparer les cafés. Dans le domaine ferroviaire il désigne une personne servant des boissons, sans notion de café.
Cependant, dans certains cercles sa signification s'étend jusqu'à inclure ce qu'on pourrait appeler un sommelier de café : un professionnel hautement qualifié dans la préparation du café avec un moulin à la demande, avec une connaissance étendue du café, des mélanges de café, de l'expresso, de la qualité, des variétés de café, du degré de torréfaction, de l'appareil à expresso, de la préservation, du latte art.

## Championnat
Le Championnat de France Barista, organisé par la Specialty Coffee Association consiste en trois épreuves : réaliser un expresso, une boisson lactée à base de café (type cappuccino), une boisson signature à base de café.